# فارو (پرتغال)
فارو، پرتغال (به پرتغالی: Faro, Portugal) یک شهرستان و شهر در پرتغال است که در ناحیه فارو واقع شده‌است.

## خصوصیات
فارو ۲۰۲٫۵۷ کیلومتر مربع مساحت و ۶۴٬۵۶۰ نفر جمعیت دارد، همچنین این شهر در جنوبی‌ترین نقطه کشور پرتغال واقع شده‌است.

## خواهرخوانده
شهرهای مالاگا، طنجه، پرایا، ماکائو، بایون، اوئلوا، Bolama, Príncipe و پاساو خواهرخوانده‌های فارو، پرتغال هستند.

## نگارخانه

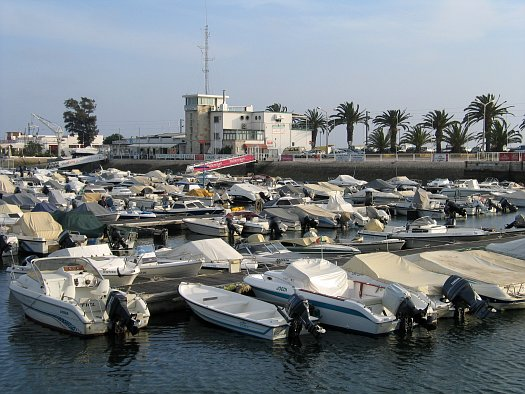
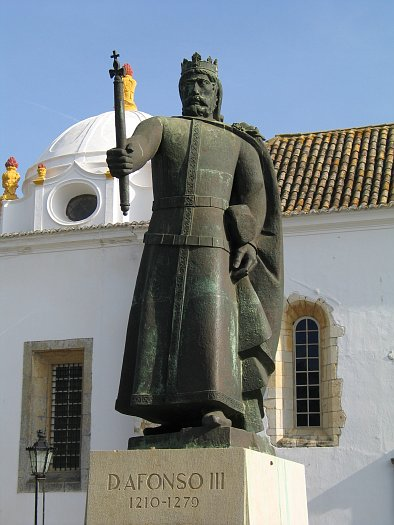
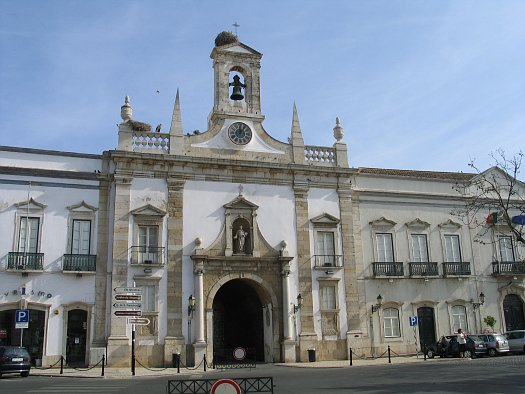
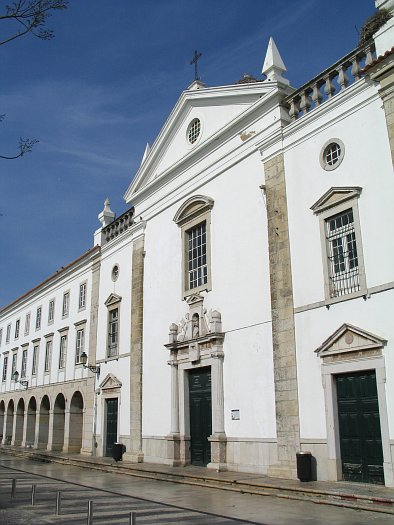
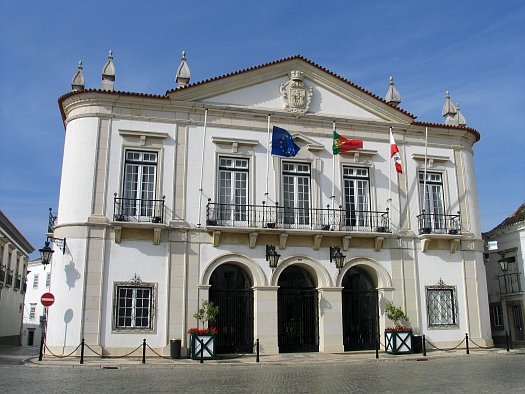
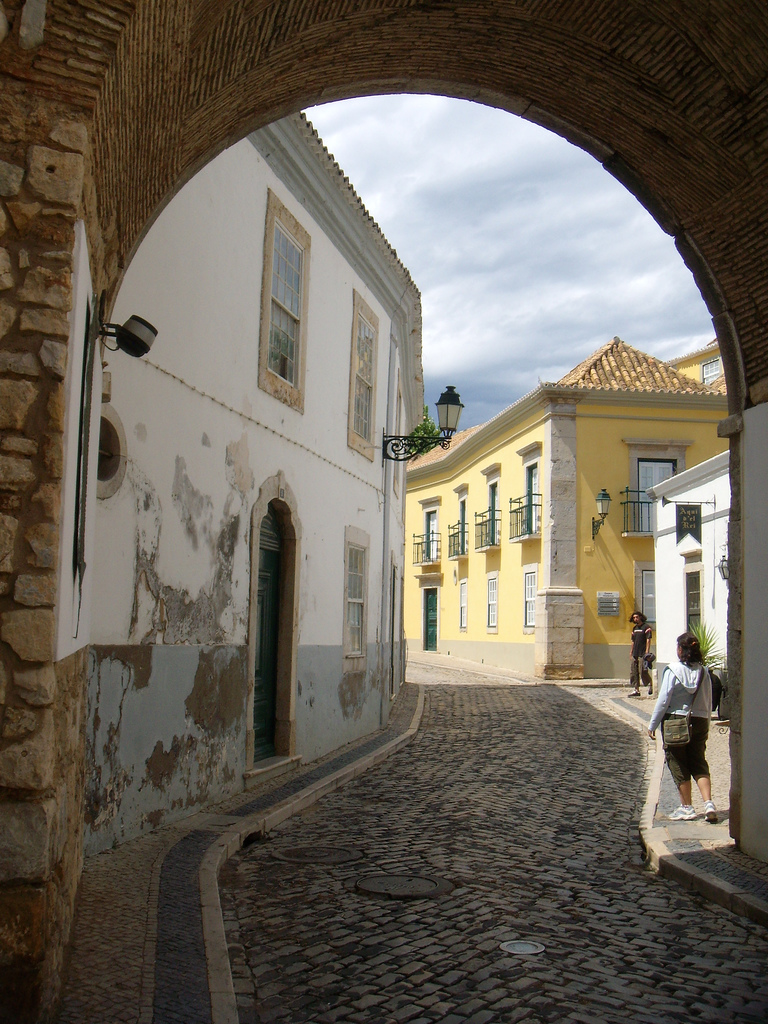
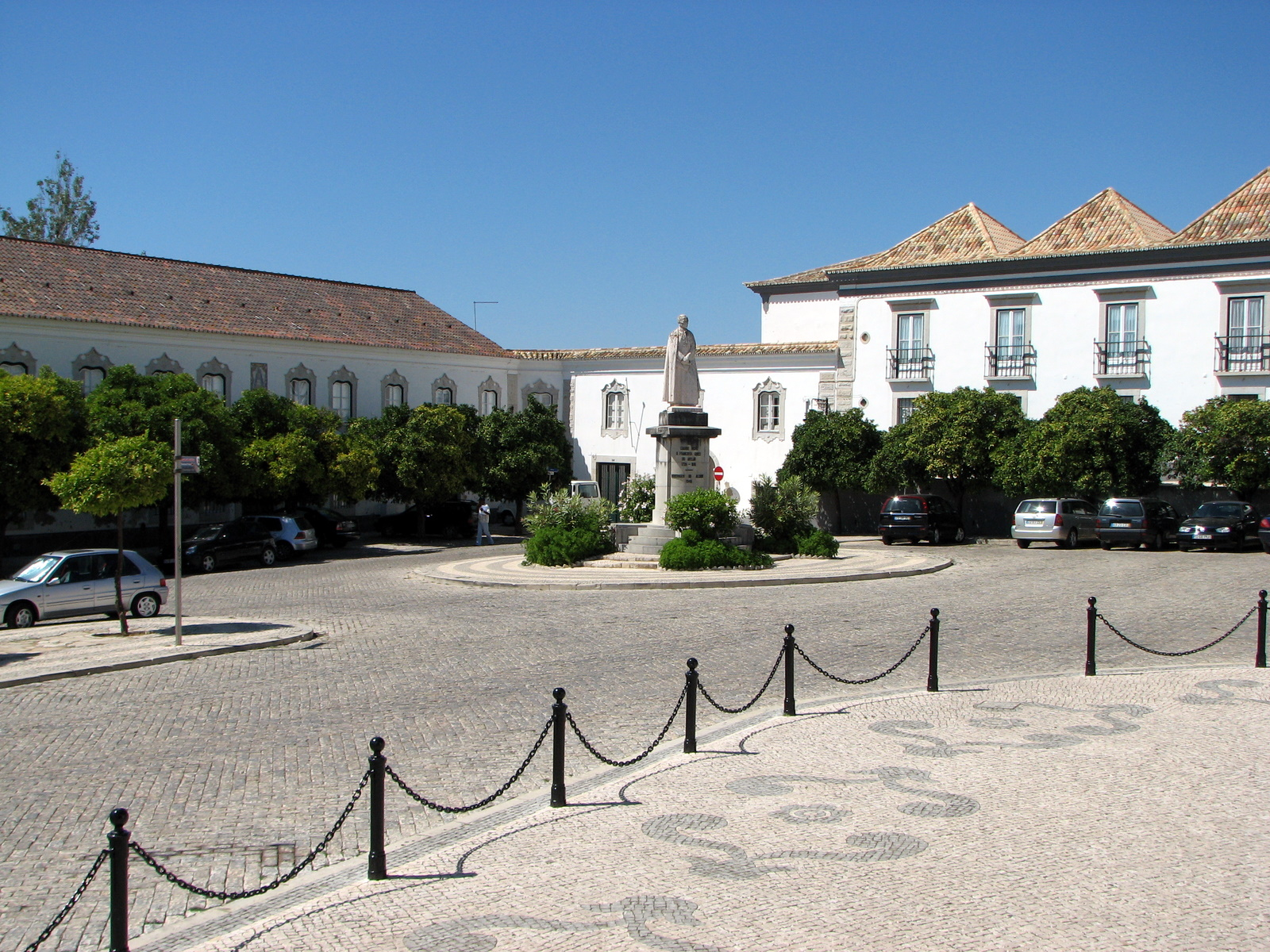